# Щипківський Геннадій Павлович
Генна́дій Па́влович Щипкі́вський (*8 травня 1944, Бучая, Новоушицький район, Хмельницька область) — український письменник (поет, прозаїк). Член Національної спілки письменників України. Заслужений діяч мистецтв України (2007). Лауреат Державної премії ім. Олеся Гончара (2012).

## Біографія
Геннадій Павлович Щипківський народився 8 травня 1944 року в селі Бучая, нині Новоушицького району Хмельницької області. Він правнук Ольги Андріївни Руданської — двоюрідної сестри українського поета й лікаря Степана Васильовича Руданського.
Закінчив Вищу партійну школу в Москві.
Працював головою колгоспу, директором заводу, завідувачем районного відділу культури, помічником-консультантом народного депутата України.
Від вересня 2002 року голова Одеської обласної організації НСПУ.
Геннадія Щипківського нагороджено Грамотою Верховної Ради України — за заслуги перед українським народом, медаллю «Почесна відзнака» НСПУ, нагрудною відзнакою Народного руху України, золотою відзнакою голови обласної державної адміністрації.
21 лютого 2007 року «за вагомий особистий внесок у соціально-економічний та культурний розвиток Одеської області, значні професійні здобутки, багаторічну сумлінну працю та з нагоди 75-річчя утворення області» надано звання «Заслужений діяч мистецтв України».
Восени 2011 року Щипківський відвідав Кам'янець-Подільський, зустрівся зі студентами національного університету імені Івана Огієнка та активістами громадсько-політичного руху «Гідність». На цій зустрічі письменник розповів про трилогію «Товтри», про роботу на новим романом «Лють» про Нестора Махна, прочитав розділ з цього роману. 3 квітня 2012 року за трилогію «Товтри» Геннадію Щипківському було вручено Державну премію ім. Олеся Гончара.

## Творчість
Автор поетичних книг «Біль і спів душі моєї» (1995), «Серпнева ожина» (1996), «Повертаюсь до себе» (2001), «Автографи степу» (2004), «Береги часу» (2006), прозових книг «Світло далекого берега» (2002), «Стежка в зозулине літо» (2004), краєзнавчих видань «Новоселівська земля», «Войничеве», «Новоолександрівські нариси», «На берегах Кучургану», роману в трьох книгах «Товтри» (2009).
Перша книга роману «Товтри» — «Круговерть» — розповідає про життєвий шлях головного героя роману Андрія Горицвіта, на долю якого випало дві війни, післявоєнний голод, відбудова рідного села. І весь час, і на фронті, і після, за ним назирці ходили нишпорки з органів, аби затиснути у своїх лещатах.
В основі другої книги — «Директорія» — постать Головного отамана, голови Директорії Симона Петлюри в найдраматичнішу, кам'янецьку добу Української Народної Республіки.
Третя книга — «Млин» — розповідає про спротив отамана Чирви становленню радянської влади, голодомор, репресії, війну.